# Пятницкая церковь (Казань)
Храм Святой Великомученицы Параскевы Пятницы (Пятницкая церковь, храм Параскевы Пятницы) — приходской храм Казанской епархии Русской православной церкви, расположенный в городе Казани, в непосредственной близости от Казанского кремля.

## История
Дореволюционный период
Ранее на месте каменного храма стоял деревянный храм во имя Николы Зарайского с приделом Параскевы Пятницы, построенная в 1566 году.

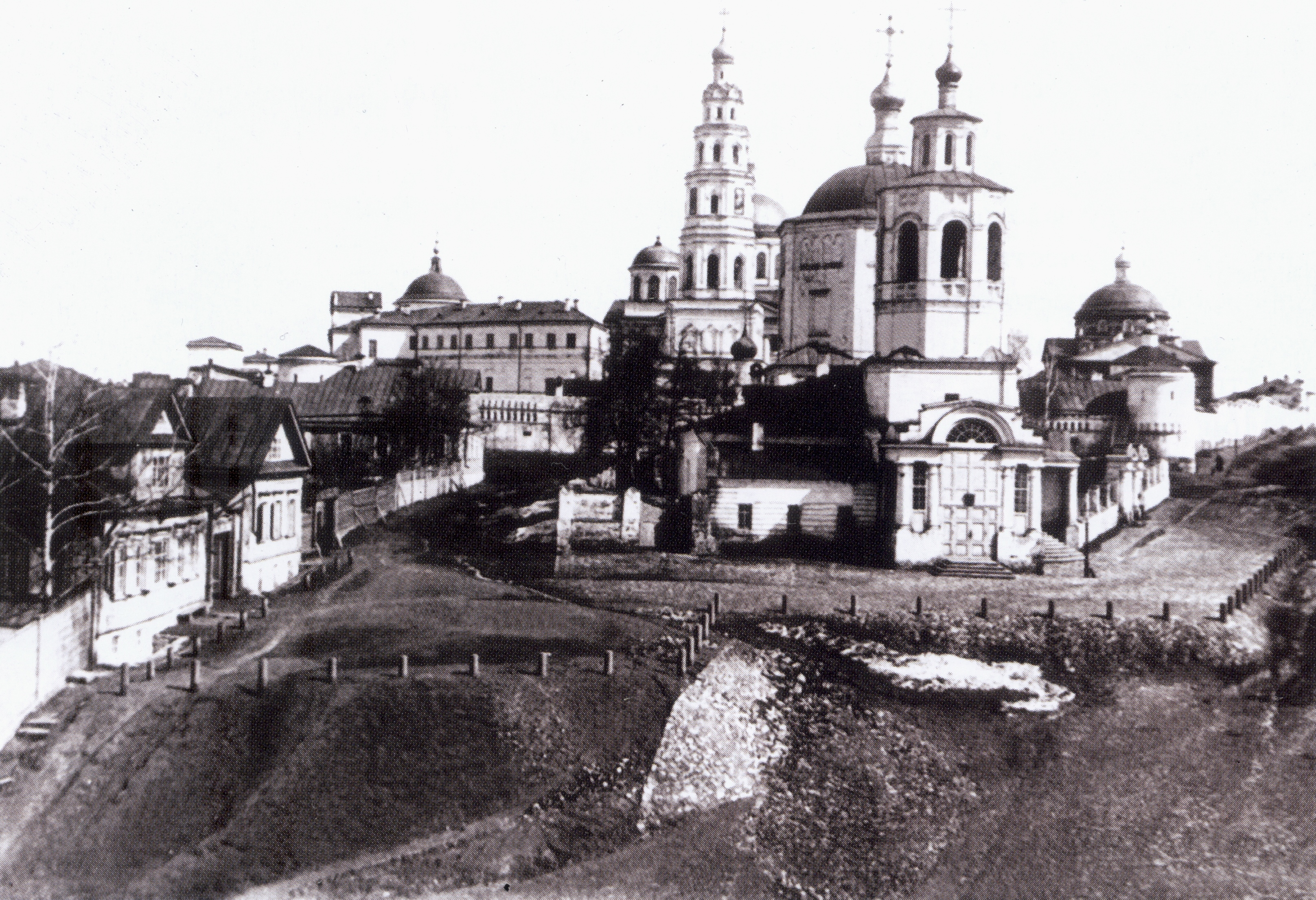
Пятницкая церковь и Казанский Богородицкий монастырь (1890 год)

Деревянный храм Николы Зарайского сгорел в пожаре 1579 года, истребившем часть города близ Кремля и всю северо-восточную часть посада.
В нынешнем виде каменный храм был построен в 1728 году на средства купца Ивана Афанасьевича Микляева (Михляева) для рабочих суконной мануфактуры.
Главный престол был освящён в честь Богоявления Господня, правый — во имя Гурия, Варсонофия и Германа, Казанских святителей, левый — во имя Параскевы Пятницы. Но за храмом закрепилось прежнее название, по названию ранее существовавшего храма.
Храм был центром небольшого прихода, непосредственно примыкавшего к Казанскому Богородицкому монастырю. Его прихожане были в основном небогатые люди. Немалую помощь храму всегда оказывал монастырь.
Храм горел во всех городских пожарах вплоть до начала XIX века, причём несколько раз выгорал полностью, оставались лишь остовы стен.
После пожара 1815 года он долго перестраивался: правый придел был вновь освящён в 1821 году, главный престол восстановили в 1831 году и переименовали из Богоявленского в Рождества Пресвятой Богородицы, а пришедший в ветхость Пятницкий придел был разобран и построен заново в 1855 году (вероятно, по проекту архитектора Ф. И. Петонди).
Правый придел — во имя трёх Казанских святителей Гурия, Варсонофия и Германа, Казанских святителей, — до наших дней не сохранился.
Советский период
В 1923—1937 годах храм считался кафедральным собором «обновленцев», предназначавшимся для того, чтобы заменить Благовещенский собор в Казанском Кремле: сюда с разрешения властей свозились все святыни из закрытых или разрушенных храмов и монастырей.
В 1937 году храм был закрыт и превращён в тюрьму для заключённых, которые ждали отправки в лагеря после вынесения приговора. Здесь же производились в исполнение смертные приговоры, а казнённых людей закапывали тут же (внутри храма и на прилегающей к нему территории).
О тюрьме в Пятницкой церкви вспоминала в своих мемуарах мать писателя В. П. Аксёнова Е. С. Гинзбург.
В 1950-е годы была снесена колокольня, и храм пришёл в запустение. В 1980-е годы в ней был проведён косметический ремонт.
Восстановление, современный период
В 1993 году храм был передан Министерству культуры Республики Татарстан, и в ней начались ремонтно-реставрационные работы с целью последующего создания здесь музея икон.
Во второй половине 1990-х годов храм святой великомученицы Параскевы Пятницы был возвращён Казанской епархии Русской Православной Церкви. Здесь был учреждён чувашский приход, а одними из первых благотворителей и жертвователей храма стали представители чувашской диаспоры Казани и Татарстана.
В 2000 году была восстановлена колокольня, в 1999—2001 годы построено административное здание.
По благословению архиепископа Казанского и Татарстанского Анастасия (А. М. Меткина), парадный четырёхъярусный иконостас был окрашен в красный цвет мученичества. 10 ноября 2000 года был освящён престол в честь святой великомученицы Параскевы Пятницы. 21 сентября 2002 года освящён придел в честь Рождества Богородицы.
В сентябре 2004 года при храме была открыта воскресная школа, в сентябре 2010 года начала свою работу приходская библиотека.
28 июня 2008 года была освящена построенная на территории храмового комплекса часовня «Всецарица». В ней хранится икона Божией Матери «Всецарица», с которой связывают излечение от онкологических заболеваний.
Часовня построена напротив онкологическим диспансера для того, чтобы каждый больной имел возможность вознести молитвы Пресвятой Богородице. Каждый день в часовне перед иконой Божией Матери «Всецарица» служится молебен с акафистом на исцеление онкологических больных и за здравие всех душевно и физически страждущих.
С 2011 года храм приписан к расположенному рядом Казанскому Богородицкому мужскому монастырю.

## Архитектура, роспись
Композиция и декор церкви святой великомученицы Параскевы Пятницы выполнены в стиле русского барокко в традиционной форме — восьмерик на четверике, а его высота составляет 22 метра.
Портик, хотя и построен в духе позднего классицизма, не нарушает ансамбля. Перестройка левого придела лишила храм симметрии.

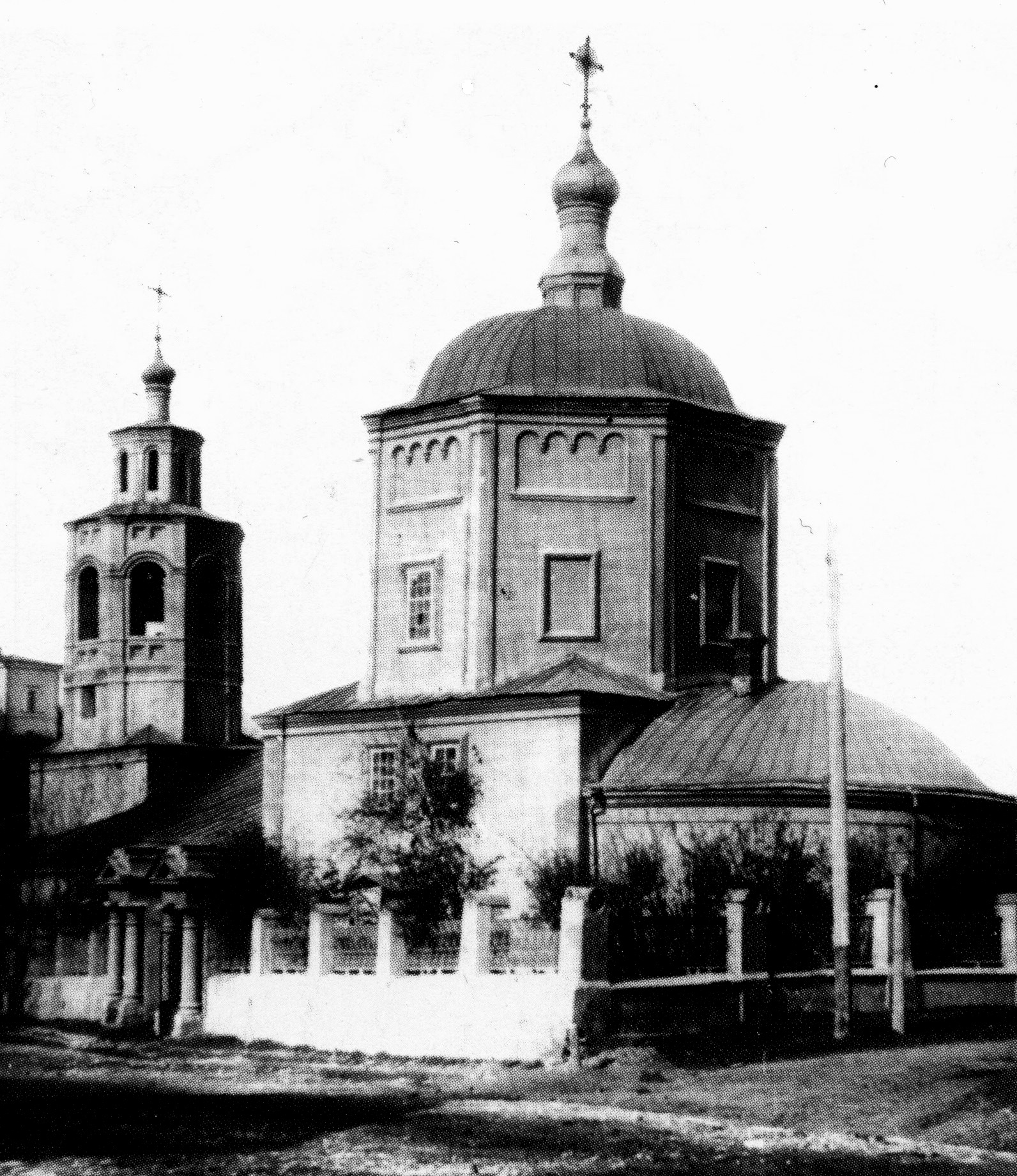
Пятницкая церковь (1910 год)
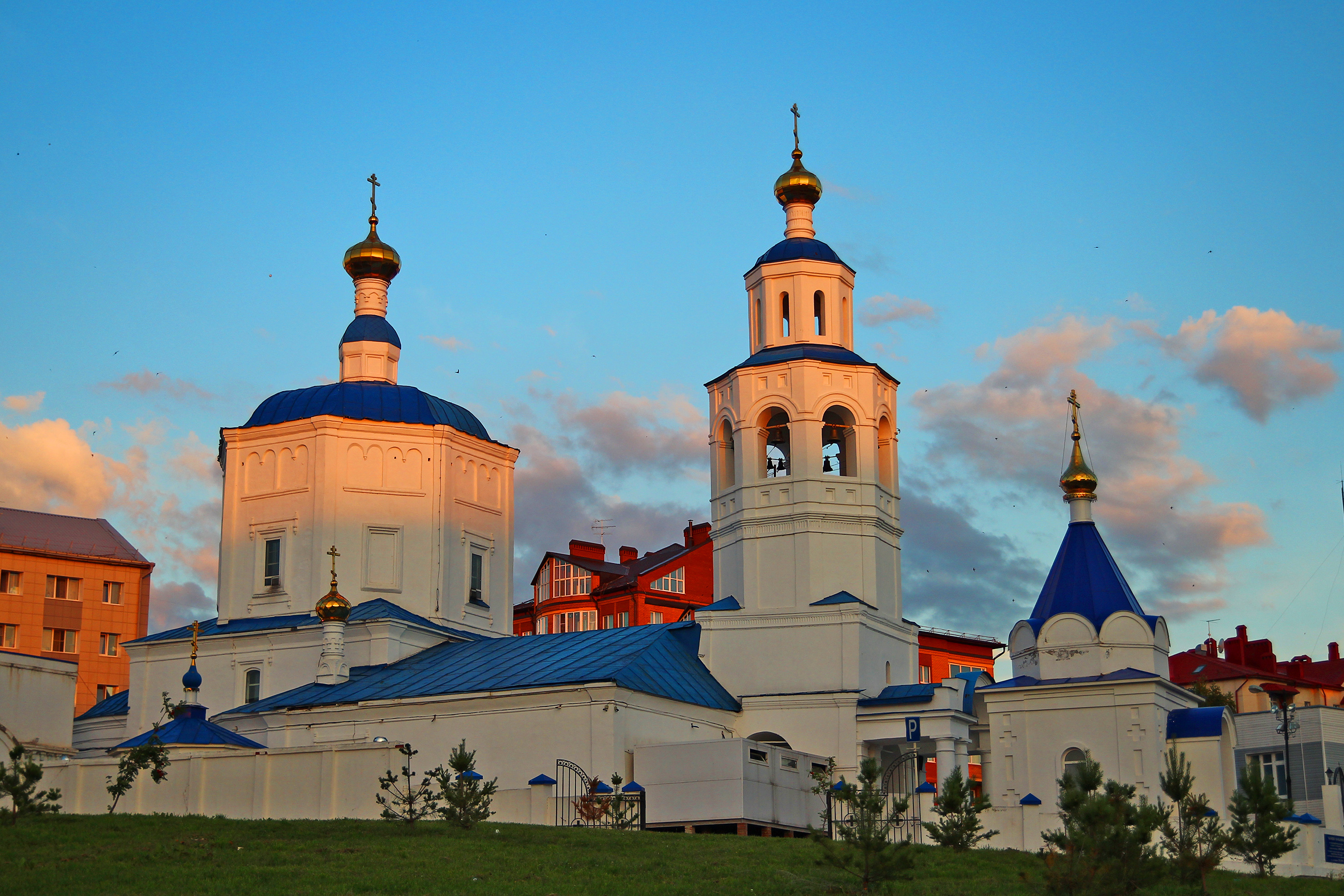
Пятницкая церковь на закате (2014 год)
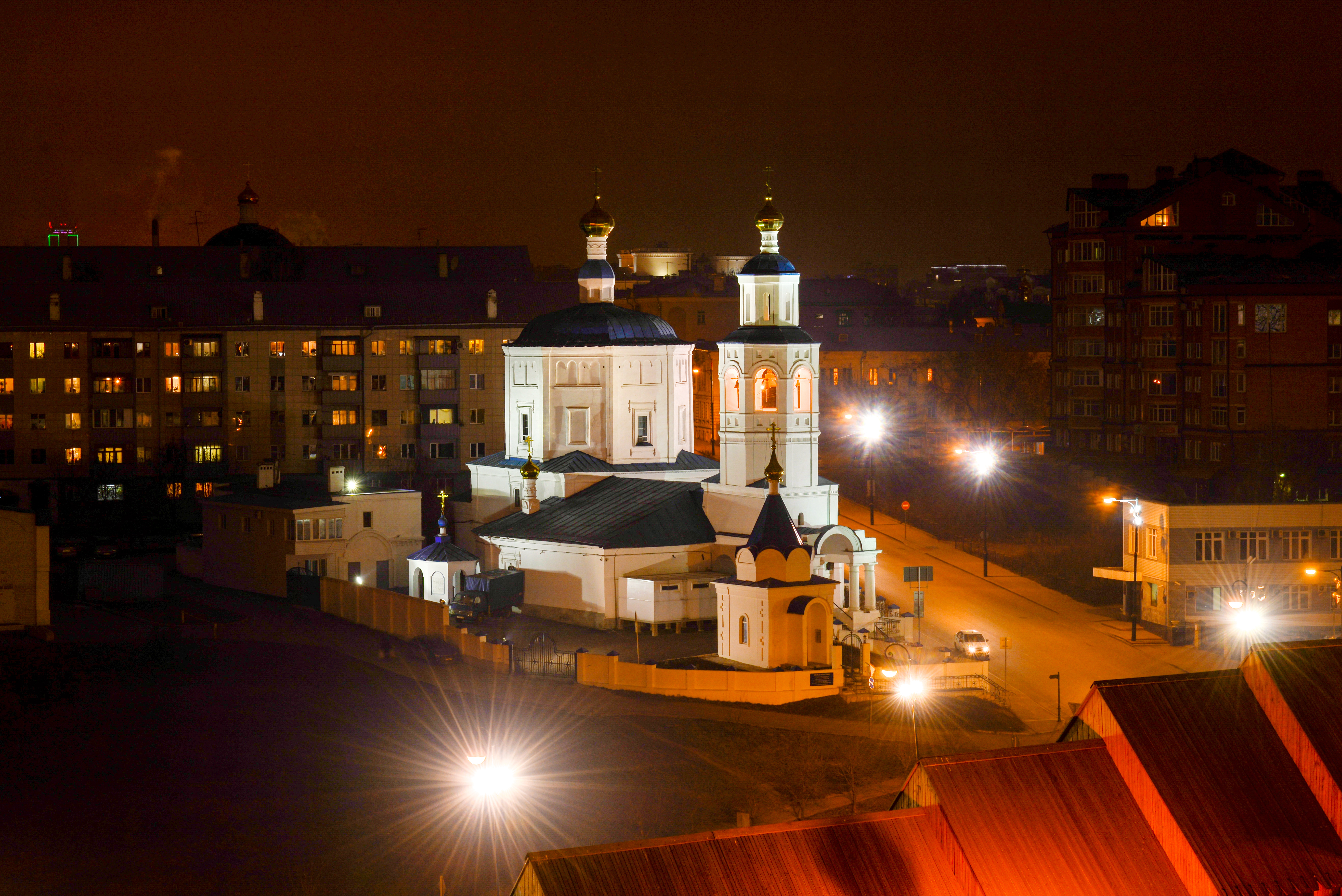
Пятницкая церковь ночью (2014 год)
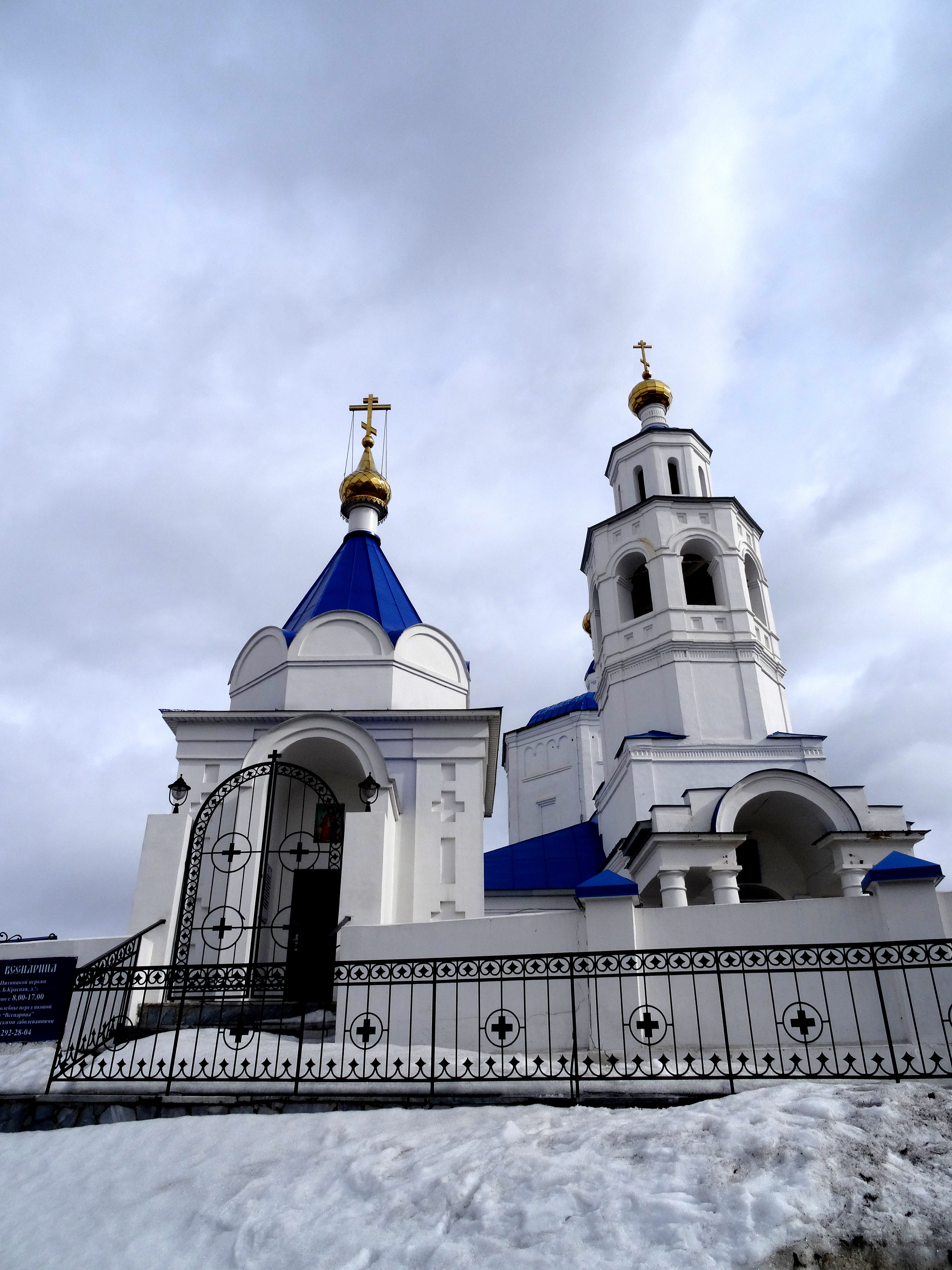
Часовня «Всецарица» и колокольня Пятницкой церкви (2016 год)

## Святыни
В храме хранилась местночтимая икона святой великомученицы Параскевы Пятницы, перенесённая туда ещё из деревянной церкви.
Ранее в приделе Богоявления Господня имелся древний напрестольный Крест с 77 частицами святых мощей.

## Братская могила жертв политических репрессий

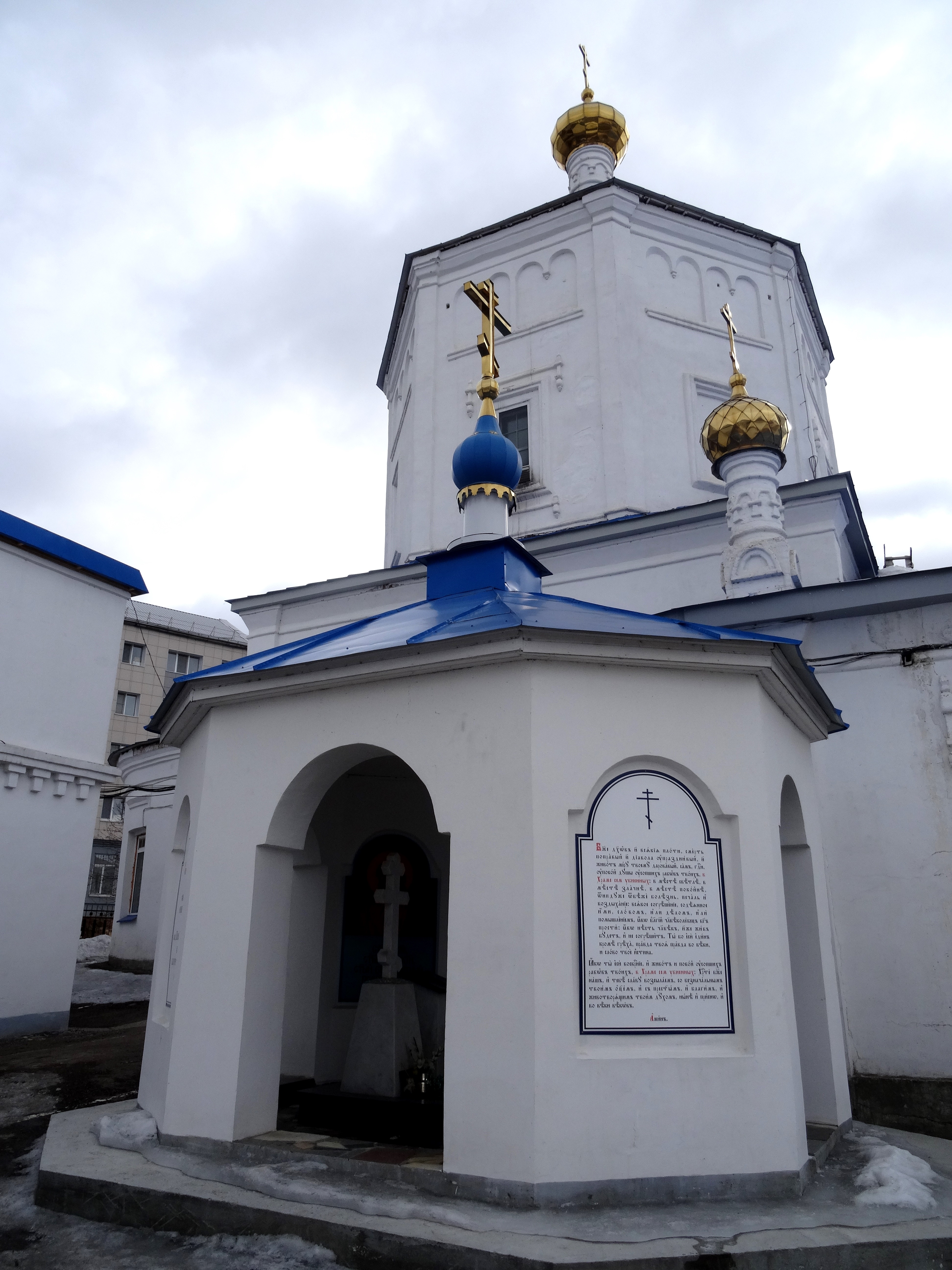
Усыпальница-часовня над братской могилой жертв политических репрессий (2016 год)

С 1998 года, по мере проведения в храме святой великомученицы Параскевы Пятницы ремонтно-восстановительных работ, во внутренних помещениях храма и на его территории храма были вскрыты массовые захоронения жертв политических репрессий.
Первоначально перезахоронения останков производились на Самосыровском кладбище.
17 мая 1999 года останки более четырёхсот человек были преданы земле непосредственно на территории храма. Над братской могилой настоятелем храма священником М. Н. Григорьевым была совершена панихида. Здесь же был поставлен памятный крест, а в 2004 году над братской могилой на средства прихожан была выстроена усыпальница.

## Интересные факты
С 1880 по 1907 годы старостой храма был М. А. Тюфилин — известный резчик по дереву, создатель и реставратор иконостасов.
Начиная с 2013 года, 21 июля и 4 ноября, около храма святой великомученицы Параскевы Пятницы проходят многотысячные крестные ходы в честь явления и в честь дня чудотворной Казанской иконы Божией Матери — из Благовещенского собора Казанского Кремля до места обретения иконы — Казанского Богородицкого монастыря.

## Духовенство
В 1916—1918 годах настоятелем храма святой великомученицы Параскевы Пятницы являлся выпускник Казанской духовной академии 1911 года Фёдор Михайлович Гидаспов (1877—1918). 12 ноября 1918 года он был расстрелян по обвинению в «антисоветской деятельности».